# Източни рупски говори
Източните рупски говори са група говори на българския език, част от рупските говори, която включва странджанските и тракийските говори. Те обхващат областта на Странджа, Северна Тракия на юг от подбалканския говор, Източна Тракия и Западна Тракия. Между Родопите и Странджа са смесени силно с мизийските говори на загорците. Поради преселническите движения в тия земи източните рупски говори не са добре запазени и не образуват ясно очертана диалектна цялост.